# جورج بلاكبيرن (لاعب كرة قاعدة)
جورج بلاكبيرن (بالإنجليزية: George Blackburn)‏ هو لاعب كرة قاعدة أمريكي، (ولد في أوزارك في الولايات المتحدة 1871  م).